# Gấu nâu Đông Sibir
Gấu nâu Đông Siberia (danh pháp ba phần: Ursus arctos collaris) là một phân loài của gấu nâu có phạm vi phân bố từ miền đông Siberia Trong đó, bắt đầu từ sông Yenisei, xa tận Trans-Baikaliya, dãy núi Stanovoy, sông Lena, Kolyma và Yakutia và nhìn chung qua các dãy núi Yakutia và Altai. Phân loài này cũng hiện diện ở miền Bắc Mông Cổ [1].
Gấu nâu Đông Siberi có kích thước gần bằng gấu nâu Á-Âu và gấu nâu Kamchatka, mặc dù một số cá thể lớn có thể đạt được kích như hai phân loài gấu kia.